# 高等数学
高等数学（英語：Further Mathematics）是比初等数学更高深的数学，一般是指高中的數學組學生，以及大學非數學專業的本科生所修習的數學。

## 歷史
微積分是17世紀末由英國科學家牛頓（I. Newton，1643—1727）和德國科學家萊布尼茨（G. W. Leibniz，1646—1716）獨立發明。數學界把微積分發明之前的數學稱為初等數學，而把微積分及其後的發展例如微分方程稱為高等數學。
現代高等数学教材的主要内容包括：极限理论、一元微积分学、多元微积分学、空间解析几何与向量代数、级数理论、常微分方程初步，各类课本略有差异。
中学里较深入的代数、几何以及集合论初步、逻辑初步统称为中等数学的，将其作为小学、初中的初等数学与本科阶段的高等数学之间的过渡。
高等数学是高等学校理工科本科有关专业学生的一门必修的重要基础课。通过这门课程的学习，使学生获得向量代数与空间解析几何、微积分的基本知识，必要的基础理论和常用的运算方法，并注意培养学生的运算能力和初步的抽象思维、逻辑推理及空间想象能力，从而使学生获得解决实际问题能力的初步训练，为学习后继课程奠定必要的数学基础。

## 中国大陸
理工科非数学专业的各类专业的学生，学的深一些，课本常称“高等数学”，多数院校使用课本为同济大学数学系所编的《高等数学》；文史科各类专业的学生，学得浅一些，课本常称“微积分”。理工科的不同专业，文史科的不同专业，深浅程度又各不相同。研究变量的是高等数学，可高等数学并不只研究变量。至于与“高等数学”相伴的课程通常有：线性代数，概率论与数理统计。

## 香港
在以往的七年制中學中，理學組的學生會在中四及中五級學習到附加數學科，在中六及中七級數學組學習純粹數學科，涵蓋較深的三角學、極限、數列、級數、微積分、複數、矩陣、三維空間向量、圓錐曲線、數學歸納法、不等式、基礎的邏輯和集合論等，並需學習書寫證明。部分學生在中六及中七級還會學習應用數學科，包括利用向量、微積分和微分方程設立聯立方程，處理複雜的受力分析問題，以及概率與統計、數值方法、微分方程；中六及中七級的非數學組學生，也有部分會學習數學與統計學科，學習基礎微積分、概率與統計。在三三四高中教育改革後，中學高等數學內容被大量刪減，只保留代數、微積分、概率與統計，成為香港中學文憑考試數學科延伸部分。
大學理科、工科、商科和社會科學所要學習的數學和統計知識，多數由各院系自行設計和教授。

## 數學專業
數學專業的本科生，須學習數學各主要方向的理論，學習許多抽象數學概念的定義，以及與這些概念有關的定理的陳述與證明，要求的範圍和深度比其他專業的「高等數學」要高得多：分析方面，除了一元和多元微積分，還有數學分析、實分析、複分析、泛函分析等；代數方面有在任意域上的線性代數、抽象代數等；概率方面以測度論為基礎，與實分析關係密切；應用數學方面有常微分方程、偏微分方程、數值分析等；並且有「高等數學」不會觸及到的很多方向，如幾何和拓撲方面，有曲綫與曲面的微分幾何、點集拓撲等；其他方面還有初等數論、圖論、組合數學、數理邏輯等。研究生程度則有更多20世紀以後所發展出的分支方向，一些較大的方向有代數幾何、黎曼幾何、代數拓撲、幾何拓撲、表示論、解析數論、代數數論、動力系統理論、隨機過程等。

## 经典文献
- 《微积分学教程》格里高利·米哈伊洛维奇·菲赫金哥尔茨著
- 《数学分析习题集》鲍里斯·帕夫罗维奇·吉米多维奇著
- 《微积分和数学分析引论》Richard Courant（柯朗）著
- 《高等数学教程》斯米尔诺夫著 1-5卷 高等教育出版社
- 《古今数学思想》M.克莱因著 1-4册 上海科学技术出版社
- 《高等数学例题与习题集.一,一元微积分》И.И.利亚什科等编著
- 《高等数学例题与习题集.二,多元微积分》И.И.利亚什科等编著
- 《高等数学引论》(共四卷) 华罗庚著 科学出版社
- 《微积分五讲》龚昇著
- 《重温微积分》齐民友著